# Leave a Light On (Marble Sounds)
Leave a Light On is een nummer van de Belgische postrockband Marble Sounds uit 2013. Het is de tweede single van hun tweede studioalbum Dear Me, Look Up.

## Achtergrondinformatie
"Leave a Night On" is een ballad die gaat over een relatie die aan duigen ligt. De liedvertellers zijn een man en een vrouw die met hun relatie in een donkere fase zijn beland, en hier samen uit willen uitkomen. Voor deze fase wordt de nacht als metafoor gebruikt. Het lichtje waarover gezongen wordt moet de nacht verlichten, op weg naar de ochtend die de nieuw ontstane, teruggekeerde liefde moet verbeelden. De liedvertellers zien in dat ze dit niet alleen kunnen, maar alleen samen, omdat je een relatie immers met z'n tweeën hebt. Op het eind van het nummer beseffen ze beide dat je met zo'n klein lichtje de nacht niet kunt veranderen in een nieuwe dag.
Het nummer werd een hit in België, met een 15e positie in de Vlaamse Ultratop 50. In Nederland geniet het nummer ook bekendheid en werd het regelmatig gedraaid, maar toch bereikte het daar geen hitparades.

## Tracklijst
Cd-single
- "Leave a Light On" - 2:22